# Orthosia meridensis
Orthosia meridensis là một loài thực vật có hoa trong họ La bố ma. Loài này được Liede & Meve mô tả khoa học đầu tiên năm 2008.